# Intel Pentium M

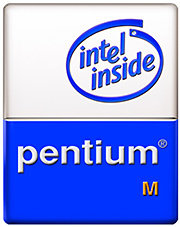
Altes Logo des Intel Pentium M

Der Intel Pentium M ist ein 32-Bit-x86-Prozessor basierend auf der P6-Architektur, der speziell für den Betrieb in Notebooks entwickelt wurde und im März 2003 auf den Markt kam. Sein Erfolg führte dazu, dass Intel die unter Stromverbrauchs- und Hitzeproblemen leidende Pentium-4-Familie auslaufen ließ und stattdessen die neuen Prozessorfamilien Intel Core und Intel Core 2, basierend auf der Technologie des Pentium M, entwickelte.

## Architektur
Der Pentium M ist keine energiesparende Version des Pentium 4, sondern ein stark modifizierter Pentium III, der eine leichte Modifikation des Pentium II ist, welcher wiederum eine erheblich verbesserte Evolution des Urvaters der P6-Prozessoren, des Pentium Pro, darstellt. Der Pentium M ist auf einen niedrigen Stromverbrauch (siehe: →Thermal Design Power) optimiert, da dies zur Verlängerung der Akku-Laufzeit von Notebooks beiträgt. Der Pentium M erreicht bei gleichem Takt eine deutlich höhere Rechenleistung als der Pentium 4.

## Entwicklung
Der Pentium M wurde in Intels Forschungs- und Entwicklungslabor (Israel Development Center, IDC) in Haifa, Israel entwickelt, das durch den großen Erfolg deutlich an Ansehen innerhalb der Firma gewann. Die Codenamen für die einzelnen Modelle (Banias und Dothan) beziehen sich auf biblische Orte (Banias ist eine Stadt in den Golanhöhen und eine der Quellen des Jordan, Dothan ist eine biblische Stadt nahe dem heutigen Nablus).

### Banias
Im Prinzip vereint Banias den Kern eines Pentium III mit einem Pentium-4-kompatiblen Businterface, einem verbesserten Steuerwerk und der doppelten Menge an Cache (64 KiB L1- und 1 MiB L2-Cache, zum Vergleich Pentium III: 32 KiB L1- und 256 oder 512 KiB L2-Cache). Beim normalerweise relativ energiehungrigen L2-Cache verwendet das Banias-Design eine neuartige Technik, die die Verlustleistung der Teile senkt, die gerade nicht gebraucht werden. Auch werden Takt und Kernspannung der CPU im laufenden Betrieb gedrosselt, wenn gerade nur wenig Rechenleistung („Idle“-Status) gefordert wird (typisch sind etwa 600 MHz). Intel nennt diese Technik „SpeedStep“.
Neben dem Pentium M basieren auch die ersten Modelle des billigeren Celeron M auf dem Banias-Kern. Bei diesem Prozessor ist eine Hälfte des L2-Caches deaktiviert, wodurch ermöglicht wird, dass man eigentlich defekte Banias-Dies, deren Defekt im deaktivierten Teil liegt, trotzdem noch nutzen kann. Ähnlich ging Intel seinerzeit beim 486SX Prozessor vor, bei dem es sich um einen 486DX mit abgeschalteter FPU handelte. So können die Produktionsausbeute erhöht und Kosten gesenkt werden, was sich (teilweise) in den niedrigen Verkaufspreisen widerspiegelt. Der Celeron M mit Banias-Kern verfügt somit nur noch über 512 KiB L2-Cache. Weiterhin wurden einige SpeedStep-Funktionen des Banias im Celeron M beschnitten, so dass die Leistungsaufnahme eines Celeron M im Leerlauf höher ist als bei einem ansonsten baugleichen Pentium M.
Eine Besonderheit der Banias-Modelle ist, dass sie zwar wie die Dothan-Modelle PAE unterstützen, dies aber im Gegensatz zu den Dothan-Modellen nicht per CPUID mitteilen. Im Linux-Kernel aktiviert ein Workaround PAE trotz des fehlenden CPUID-Flags, wenn ein Banias-Prozessor erkannt wurde.

### Dothan

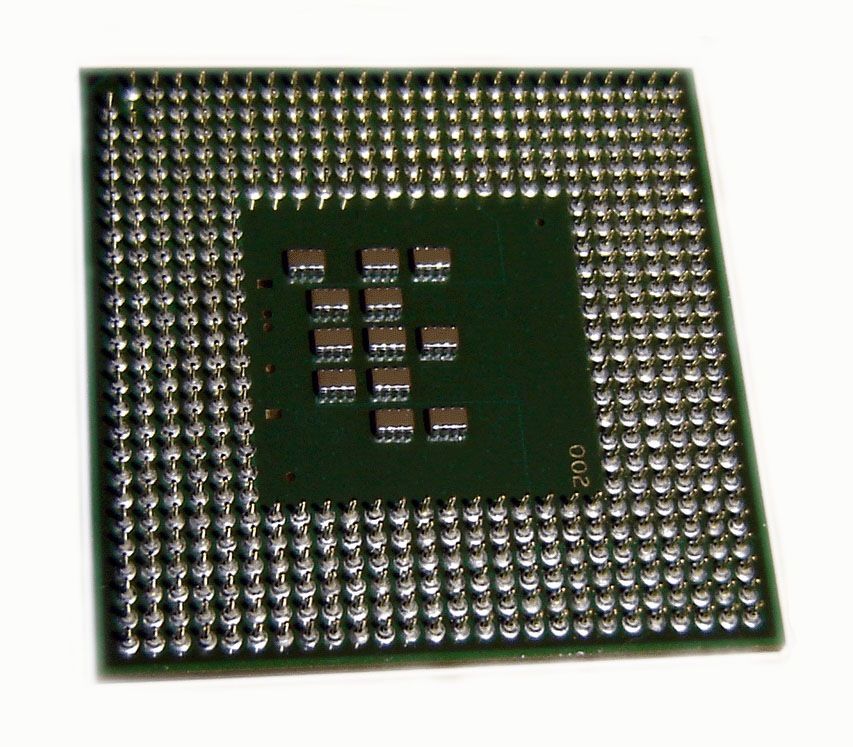
Unterseite eines Pentium M mit Dothan-Kern

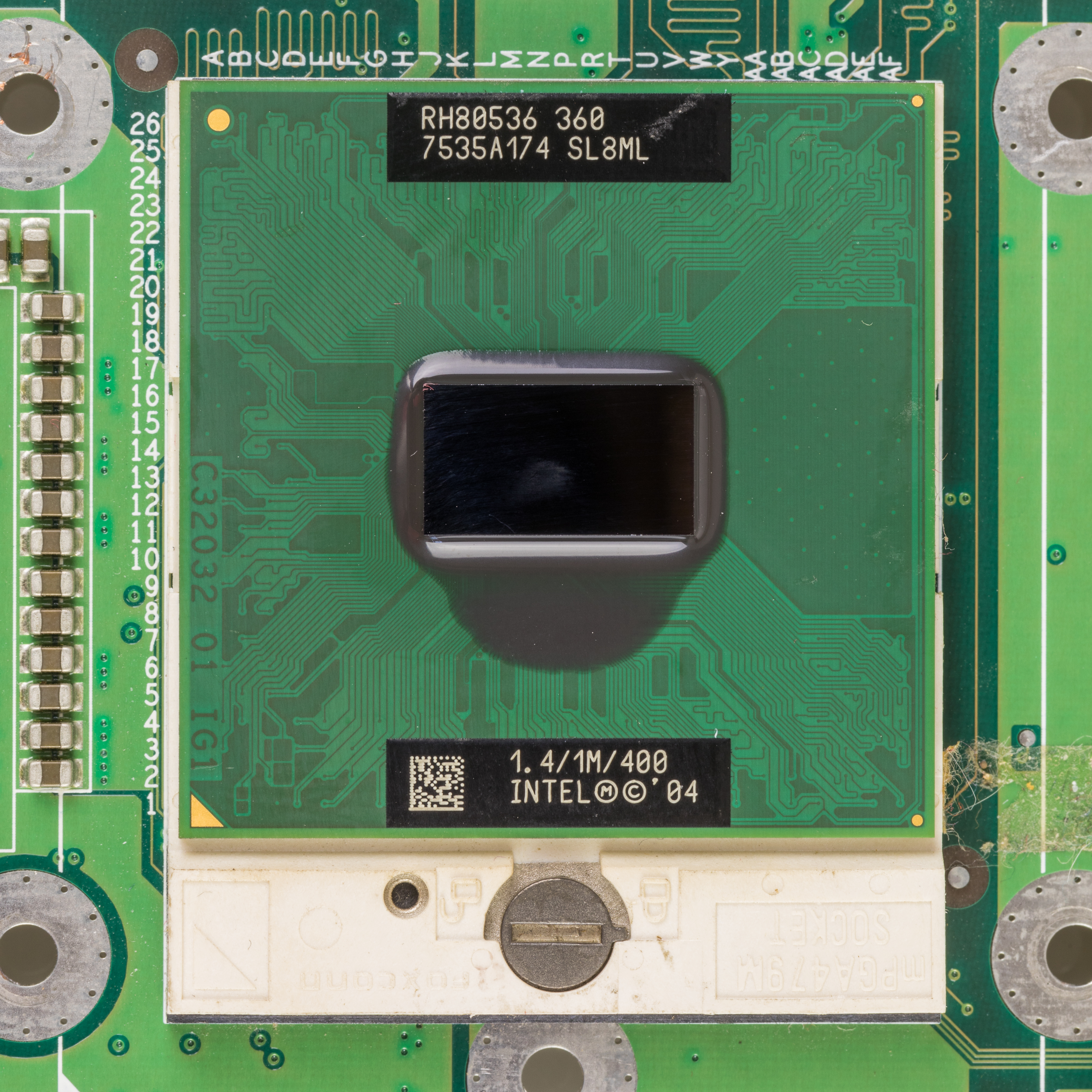
Pentium M mit Dothan-Kern

Am 10. Mai 2004 brachte Intel eine verbesserte Version des Banias auf den Markt: Dothan. Diese Prozessoren waren die ersten von Intel, die anstelle des Prozessortaktes (z. B.: 2 GHz) mit einer dreistelligen Nummer bezeichnet wurden, z. B.: 725 (1,6 GHz), 755 (2,0 GHz) oder 780 (2,26 GHz). Das Design wurde im Wesentlichen vom alten Banias-Kern übernommen, der L2-Cache aber auf 2 MiB vergrößert. Gefertigt wird Dothan in einem 90-nm-Prozess, was die TDP von 24,5 auf 21 Watt senkt. Die Verlustleistung im Leerlauf stieg dagegen ein wenig an. Im Mittel ergeben sich durch die 90-nm-Fertigung allenfalls sehr kleine Vorteile in Bezug auf die Akkubetriebszeit eines Notebooks, der jedoch klare Leistungsvorteile hauptsächlich durch den verdoppelten Cache gegenüberstehen.
Am 19. Januar 2005 stellte Intel neue Modelle vor, die mit 133 MHz FSB (FSB533) arbeiteten, was den Speicherdurchsatz und die Gesamtleistung des Pentium M weiter steigerte. Dies erkaufte man sich mit dem Nachteil, dass der minimal mögliche Takt von bisher 600 MHz anstieg, da der kleinste Multiplikator (=6) nun mit 133 MHz (FSB) einen CPU-Takt von 800 MHz ergibt.
Alle Modelle mit FSB 533 sowie Modelle mit FSB 400 und CPU-ID 06D8h besitzen das „Execute-Disable XD-Bit“ („No-Execution-Flag“), welches verhindern soll, dass die CPU Programmcode aus Stack- und Datenbereichen ausführen kann.
Auch vom Dothan existiert wieder eine preislich günstigere Version unter dem Handelsnamen Celeron M. Wie bei Banias wurde die Hälfte des L2-Caches beim Celeron M deaktiviert, um die Nachfrage nach Pentium M nicht zu gefährden. Der Celeron M mit Dothan-Kern arbeitet zudem nur mit FSB400 und die Betriebsspannung und Taktfrequenz im Leerlauf werden nicht abgesenkt. Aus Marketing-Gründen wird auch das Centrino-Logo nicht für Systeme mit Celeron M vergeben.

## Nachfolger
Anfang 2006 stellte Intel mit Core Solo und Core Duo die nächste Generation von Notebookprozessoren vor. Die Technik des Pentium M wurde mit neuen Prozessoren fortgeführt, weiterentwickelt und als Core 2 auch auf die Desktop-Prozessoren übertragen. Der Pentium M gilt als erster Schritt zur Entwicklung der Intel-Core-Mikroarchitektur.

## Apple TV
Eine Sonderedition des Intel Pentium M mit dem Namen „Crofton“ und einer Taktung von 1 GHz kam in der ersten Generation des Apple TV zum Einsatz. Dabei handelte es sich um einen heruntergetakteten Dothan-Kern.

## Modelldaten

### Banias
- L1-Cache: 32 + 32 KiB (Daten + Instruktionen)
- L2-Cache: 1024 KiB mit Prozessortakt
- MMX, SSE, SSE2, EIST
- Sockel 479, AGTL+ mit 100 MHz (quadpumped: FSB400)
- Betriebsspannung (VCore): Standardmodelle: 1,484 bzw. (nur 1,3 GHz:) 1,388 Volt ; LV: 1,180 Volt; ULV: 1,004 Volt
- Verlustleistung (TDP): Standardmodelle: 22–24,5 Watt; LV-Modelle: 12 Watt; ULV-Modelle: 7 Watt
- Erscheinungsdatum: März 2003
- Fertigungstechnik: 130 nm
- Die-Größe: 82,8 mm² bei 77 Millionen Transistoren
- CPUID 0x69?
- Taktraten: Standardmodelle: 1,3–1,7 GHz; LV-Modelle: 1,1–1,3 GHz; ULV-Modelle: 900 MHz–1,1 GHz
- Modellnummern (alle Modelle mit FSB400):
  - Standardmodelle (TDP: 22–24,5 W):
    - Pentium M 1,3 GHz (TDP: 22 W)*
    - Pentium M 1,4 GHz (TDP: 22 W)*
    - Pentium M 1,5 GHz (TDP: 24,5 W)*
    - Pentium M 1,6 GHz (TDP: 24,5 W)*
    - Pentium M 1,7 GHz (TDP: 24,5 W)*
    - 705: 1,5 GHz (TDP: 24,5 W) – entspricht Pentium M 1,5 GHz[6]

  - LV-Modelle (TDP: 12 W):
    - Pentium M LV 1,1 GHz*
    - Pentium M LV 1,2 GHz*
    - 718: 1,3 GHz

  - ULV-Modelle (TDP: 7 W):
    - Pentium M ULV 900 MHz*
    - Pentium M ULV 1,0 GHz*
    - 713: 1,1 GHz

*Intel führte die Modellnummern erst nach dem Erscheinen dieser Modelle ein

### Dothan
- L1-Cache: 32 + 32 KiB (Daten + Instruktionen)
- L2-Cache: 2048 KiB mit Prozessortakt
- MMX, SSE, SSE2, EIST, XD-Bit (neuere Modelle), PAE (neuere Modelle)
- Sockel 479, AGTL+ mit 100 und 133 MHz (quadpumped: FSB400 und FSB533)
- Betriebsspannung (VCore): 1,276–1,340 V
- Verlustleistung (TDP): 10–27 W
- Erscheinungsdatum: Mai 2004, Januar 2005 (FSB533-Versionen)
- Fertigungstechnik: 90 nm
- Die-Größe: 83,6 mm² bei 140 Millionen Transistoren
- CPUID 0x6D?
- XD-Bit: FSB533 alle Modelle, FSB400 nur Modelle mit CPUID 0x6D8[3]
- Taktraten: 1,4–2,26 GHz
- Modellnummern:
  - Standardmodelle mit FSB400 (TDP: 21 W):
    - 710: 1,40 GHz[7]
    - 715: 1,50 GHz
    - 725: 1,60 GHz (725A mit XD-Bit)
    - 735: 1,70 GHz (735A mit XD-Bit)
    - 745: 1,80 GHz (745A mit XD-Bit)
    - 755: 2,00 GHz
    - 765: 2,10 GHz (mit XD-Bit)

  - Standardmodelle mit FSB533 (TDP: 27 W), mit XD-Bit:
    - 730: 1,60 GHz
    - 740: 1,73 GHz
    - 750: 1,86 GHz
    - 760: 2,00 GHz
    - 770: 2,13 GHz
    - 780: 2,26 GHz

  - LV-Modelle mit FSB400 (TDP: 10 W):
    - 718: 1,30 GHz
    - 738: 1,40 GHz
    - 758: 1,50 GHz, mit XD-Bit
    - 778: 1,60 GHz, mit XD-Bit

  - ULV-Modelle mit FSB400 (TDP: 5–5,5 W):
    - 713: 1,10 GHz (TDP: 5 W), mit XD-Bit
    - 723: 1,00 GHz (TDP: 5 W)
    - 733: 1,10 GHz (TDP: 5 W)
    - 733J: 1,10 GHz (TDP: 5,5 W)
    - 753: 1,20 GHz (TDP: 5,5 W)
    - 773: 1,30 GHz (TDP: 5,5 W)